# Hypatios von Ephesos
Hypatios von Ephesos († zwischen 537 und 552) war Bischof von Ephesos spätestens 531 bis nach 536.
531 leitete er eine Versammlung, die sich im Auftrag Kaiser Justinians gegen die Theologie der Monophysiten äußerte. 536 war er auf der Synode von Konstantinopel Sprecher der orthodoxen Bischöfe. Er sprach sich dabei auch für die theopaschitische Formel (Unus ex trinitate passus est; Einer aus der Trinität hat gelitten) aus. Diese war 533 durch Papst Johannes II. unterstützt worden.

## Werke
- (vermutlich) Psalmenkommentar
- (vermutlich) Kommentar zu den zwölf kleinen Propheten
- (heute als unwahrscheinlich beurteilt) Kommentar zum Lukasevangelium